# サルベストロール
サルベストロール（英語：salvestrol）は、ファイトアレキシン（phytoalexin）という植物によって生成される抗菌性物質の一種である。無農薬栽培された青果物に多く含まれる天然の成分で、ラテン語の『サルビア』（救う）を語源としている。
「サルベストロール」は、科学的ではなく薬理学的に定義された新しい植物栄養素クラスである。CYP1B1酵素で代謝されて抗ガン性をもつ代謝物を生成する植物由来化合物が、サルベストロールと定義されている。
「サルベストロール」は、 デ・モントフォード大学（英）で抗ガン剤の研究をしていたゲリー・ポッター博士（Gerard A. Potter）により2002年に発見された。「サルベストロール」の群には、50種類以上の植物性栄養素が存在すると想定され、現在も探索は継続されている。
(Salvestrols: Nature’s Defence Against Cancer: Linking Diet and Cancerより一部引用）

## 生成のしくみ
植物の表面にカビが付着すると、その刺激によってサルベストロールが生成され、植物をカビから守る働きをする。植物の種類によって生成されやすさに差はあるものの、私たちが目にするほぼ全ての野菜、果物、ハープに存在すると考えられている。しかし、農薬や防カビ剤が使用されるとカビの刺激がなくなり、サルベストロールの含有量が著しく低下することが分かっている。すなわち、オーガニック（無農薬）栽培の野菜や果物ほどサルベストロールが豊富に含まれ、農薬栽培に比べ3~30倍のサルベストロールが含まれると言われている。

## CYP1B1との関係
サルベストロールは、一般的な植物に含まれる植物性の成分でありながら、人体内でガン細胞に取り込まれると抗ガン物質に変化するプロドラッグである。体内に入ると、ガン細胞特有の酵素であるCYP1B1（シップワンビーワン）によって代謝され、ガン細胞のアポトーシス（細胞死）を誘引する。正常細胞にはCYP1B1がほぼ存在しないため、サルベストロールを取り込んでも影響がない。CYP1B1がガンの種類に関係なくほぼすべてのガン細胞で発現するということは、1997年にイギリスのダン・バーク博士らによって発見され、ハーバード大学のダナ・ファーバー癌研究所などでも確認され「ガン細胞と正常細胞を見分ける酵素」として確立されている。また、CYP1B1はガン細胞だけでなく、前ガン病変にも発現する。さらに人間のみならず、哺乳類全てにCYP1B1もしくは同様の働きをする類似酵素が存在し、CYP1B1とサルベストロールの関係性は、生物進化の過程で生み出された抗ガンメカニズムであると考えられる。自然界の動物がガンで死ぬという事象が少ない半面、ペットの犬・猫にガンが増えている理由は、ペットフードの発達によりサルベストロール摂取の減少が原因のひとつである可能性が示唆されている。

## 臨床の研究
ダン・バーク博士は、イギリスのサンダーランド大学薬品代謝学の名誉教授であり、サルベストロール・ナチュラルプロダクツ社の研究責任者を務めている。
バーク博士は多くの科学者と共に20年にわたり研究に取り組み、損傷を受けた細胞内のCYP1B1酵素とサルベストロール成分という二つの大きな発見を成し遂げた。
　現在では、イギリス、カナダ、ニュージーランドなどで研究が行われており、インドからは2021年に臨床試験の結果が報告されている。

## 摂取
サルベストロールは野菜、果物、ハーブの多皮・内皮・種・根の部分に多く含まれ、皮の場合は黒い斑点として現れることもある。熱に強いが水溶性のため、水に溶けだしてしまう傾向がある。

【特に多い野菜・果物・ハーブ】
■野菜
サルベストロールは様々な野菜に含まれるが、特にアブラナ科の野菜などに多い。
アボカド、キャベツ、メキャベツ、ブロッコリー、カリフラワー、ニンニク、オリーブ、タマネギ、アスパラガス、ゴボウ、エンドウ、ソラマメ、セロリ、マメ、キュウリ、クレソン、パセリなど。
■果実
特にベリー系や柑橘類に多く含まれる。
リンゴ、ブルーベリー、ラズベリー、オレンジ、タンジェリンオレンジ、イチジク、ブドウ、ヨウナシ、プラムなど。
■ハーブ
バジル、ルイボス、ローズヒップ、ローズマリー、パクチー、セイジ、カモミール、タイム、ミントなどのハーブ類など。

## サルベストロールとレスベラトロール
実は、CYP1B1と代謝反応を起こす天然物質として、最初に発見されたのはレスベラトロールだった。ポッター博士は2002年の論文で、レスベラトロールがCYP1B1による代謝で、ピセタノールという抗ガン物質に変化することを発表した。しかし更なる研究の中で、レスベラトロールの濃度を上げていくと、自己阻害作用が発生することが分かった。高用量のレスベラトロールは、CYP1B1の代謝活性を遮断し、結果としてガン細胞にダメージを与えることは無かった。
レスベラトロールの研究結果により、天然抗ガン成分として振る舞う、別の食物由来化合物の探索が促された。研究チームは果物、野菜およびハーブ類の詳細な分析を行い、結果として20種類を超える天然食物由来化合物が発見され、分析されている。これらはいずれもファイトアレキシンという植物の二次代謝産物であり、CYP1B1で代謝され、抗ガン機能を持つ代謝物に変化する特性を持つ。ポッター博士は、 この新しいクラスの植物栄養素を「サルベストロール」と命名した。